# Atletismo nos Jogos Pan-Americanos de 1959 - 200 m feminino
A prova dos 200 m feminino nos Jogos Pan-Americanos de 1959 foi realizada em Chicago, Estados Unidos.

## Medalhistas
| Ouro                                | Prata                               | Bronze                    |
| Lucinda Williams USA Estados Unidos | Isabelle Daniels USA Estados Unidos | Sally McCallum CAN Canadá |

## Resultados
| Posição           | Nome             | Nacionalidade      | Tempo | Notas |
| ----------------- | ---------------- | ------------------ | ----- | ----- |
| Medalha de ouro   | Lucinda Williams | USA Estados Unidos | 24.2  |       |
| Medalha de prata  | Isabelle Daniels | USA Estados Unidos | 24.8  |       |
| Medalha de bronze | Sally McCallum   | CAN Canadá         | 25.1  |       |